# Одесский национальный художественный музей
Одесский национальный художественный музей (укр. Одеський національний художній музей) — государственный художественный музей, расположенный в центре города Одесса, во дворце Нарышкиных (его ещё называют «дворцом Потоцких», так как его первой владелицей была О. С. Потоцкая, в замужестве Нарышкина), являющемся памятником архитектуры начала XIX века.

## История

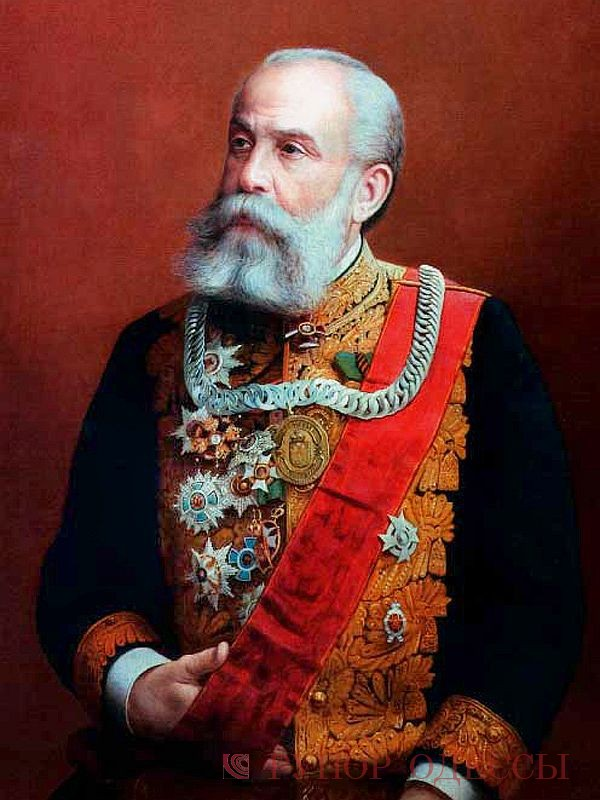
Портрет Г. Г. Маразли. И. А. Карцев

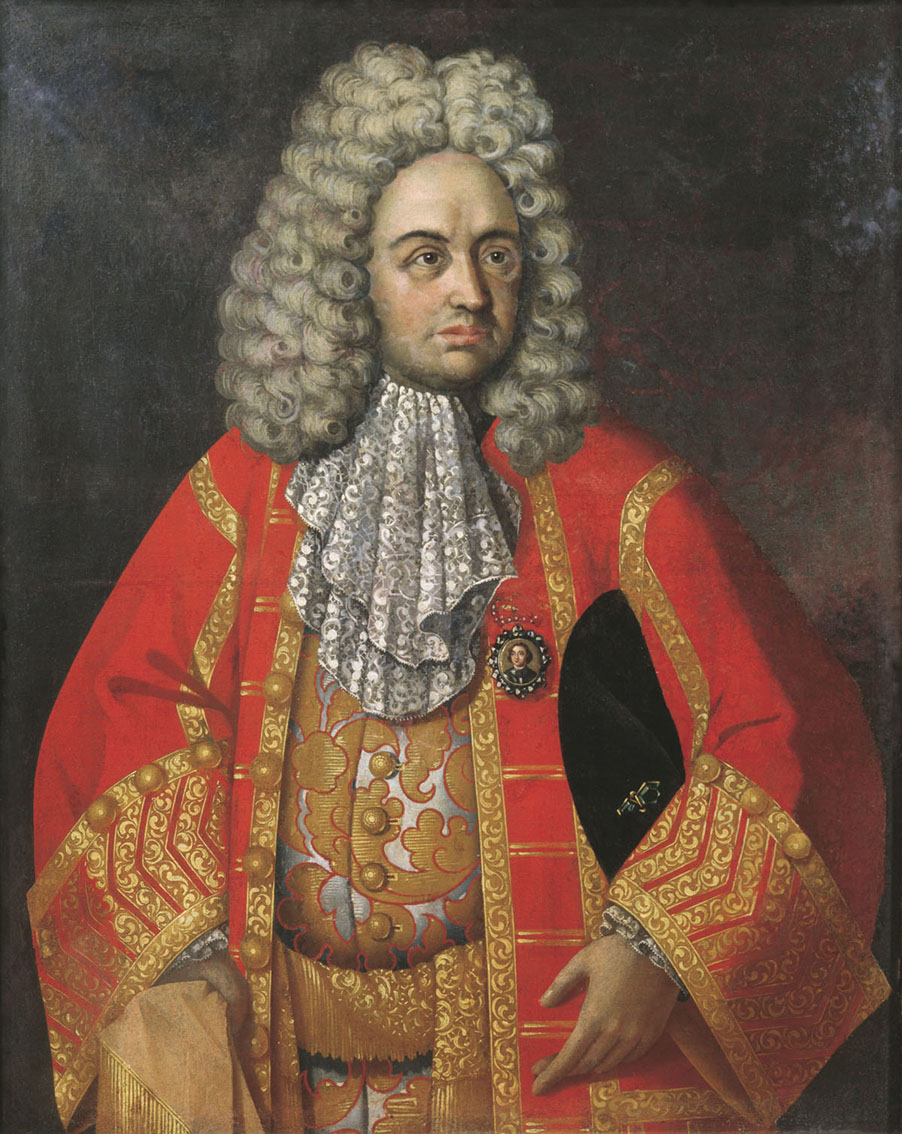
Портрет Г. Д. Строганова. Р. Н. Никитин

Одесский художественный музей был открыт 6 ноября 1899 года стараниями Одесского общества изящных искусств (основано в 1865 году). Музейное собрание началось с картин, переданных для музея Петербургской Академией художеств.
Указом президента Украины 14 октября 2021 года получил статус национального.

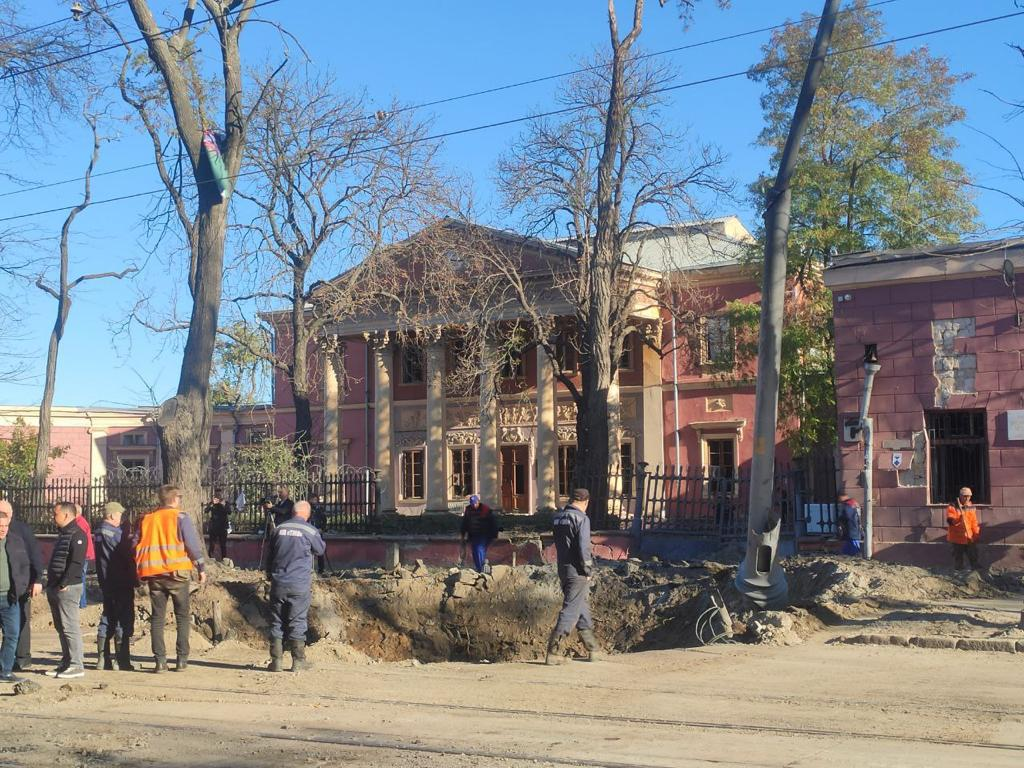
Воронка перед музеем после ракетного удара 5 ноября 2023 года

Во время вторжения России на Украину музей, расположенный недалеко от порта, получал повреждения почти от каждого обстрела города. 5 ноября 2023 года (в канун 124-летия музея) ракета «Оникс» взорвалась в 4 метрах от него. Пострадали административный корпус и портик, вылетели все ставни. С началом войны основная экспозиция музея была убрана в фонды и частично эвакуирована; вместо неё стали выставлять работы современных художников. Грот, бывший частью экспозиции, стал служить бомбоубежищем. Посещаемость музея снизилась втрое.

## Здание
Здание Одесского художественного музея построено к 1828 году по проекту неизвестного автора. Освидетельствовано знаменитым одесским архитектором Францем Боффо. Первой владелицей дворца была графиня Ольга Станиславовна Нарышкина, в девичестве Потоцкая. В 1840-х годах дворец сменил владельцев, а в 1888 году был выкуплен у них городским головой Григорием Маразли и передан городу.

## Коллекция
Коллекция Одесского художественного музея охватывает все виды изобразительного искусства: живопись, графику, скульптуру, декоративно-прикладное искусство, насчитывая более 10 тысяч работ. В экспозиции, размещенной в 26 залах, представлены творения иконописцев XVI-XVIII веков и светские портреты XVII века, многочисленные работы И. К. Айвазовского, художников демократического направления в российском искусстве второй половины XIX века, прежде всего членов Товарищества передвижных художественных выставок. Это работы художников И. Крамского, А. Саврасова, И. Левитана, И. Шишкина, А. Куинджи, И. Репина, В. Сурикова и многих других. Искусство рубежа XIX и XX веков представлено произведениями В. Серова, М. Врубеля, Н. Рериха, Б. Кустодиева, А. Бенуа, К. Сомова, В. Кандинского и живописью мастеров Товарищества южнорусских художников — К. Костанди, Г. Ладыженского, Герасима Головкова, П. Нилуса, Петра Ганского, Н. Кузнецова. Отдел искусства ХХ — XXI веков представляет художественную жизнь Одессы с 1920-х годов до наших дней.

## Подземелья Одесского художественного музея
Под дворцом Нарышкиных существует несколько пустот-подвалов и галерей. В одной из таких галерей, под центральной частью дворца расположен подземный грот, единственный в своём роде доступный для посещения в Одессе. Сегодня в гроте проводится экскурсия, в ходе которой можно узнать об истории дворца, его хозяевах и обустройстве во дворце Городского музея изящных искусств.
В музее открыт зал украинского декоративно-прикладного искусства и галерея «Желтые великаны».

## Из экспозиции

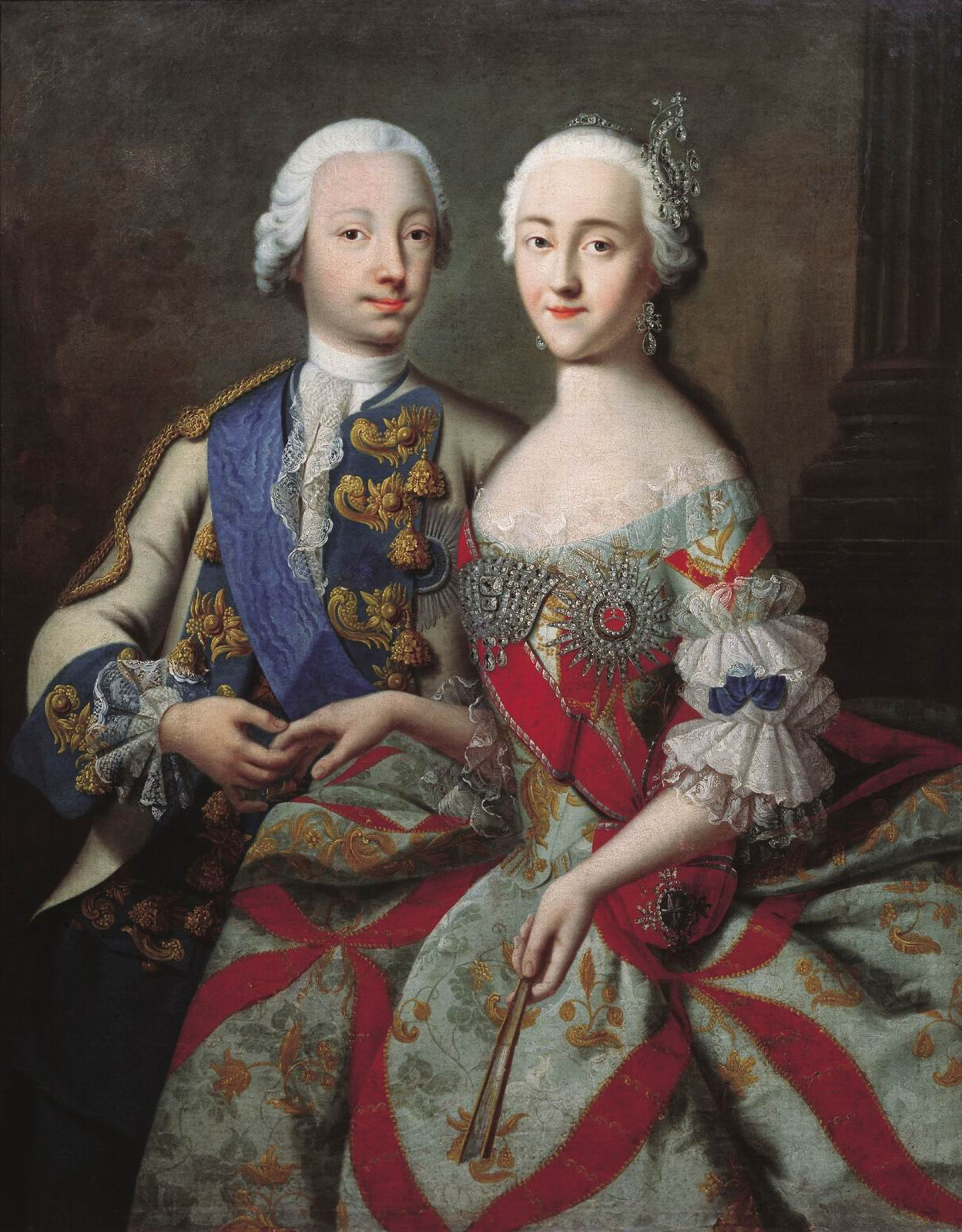
Цесаревич Петр Федорович и великая княгиня Екатерина Алексеевна. Г.-К. Гроот.
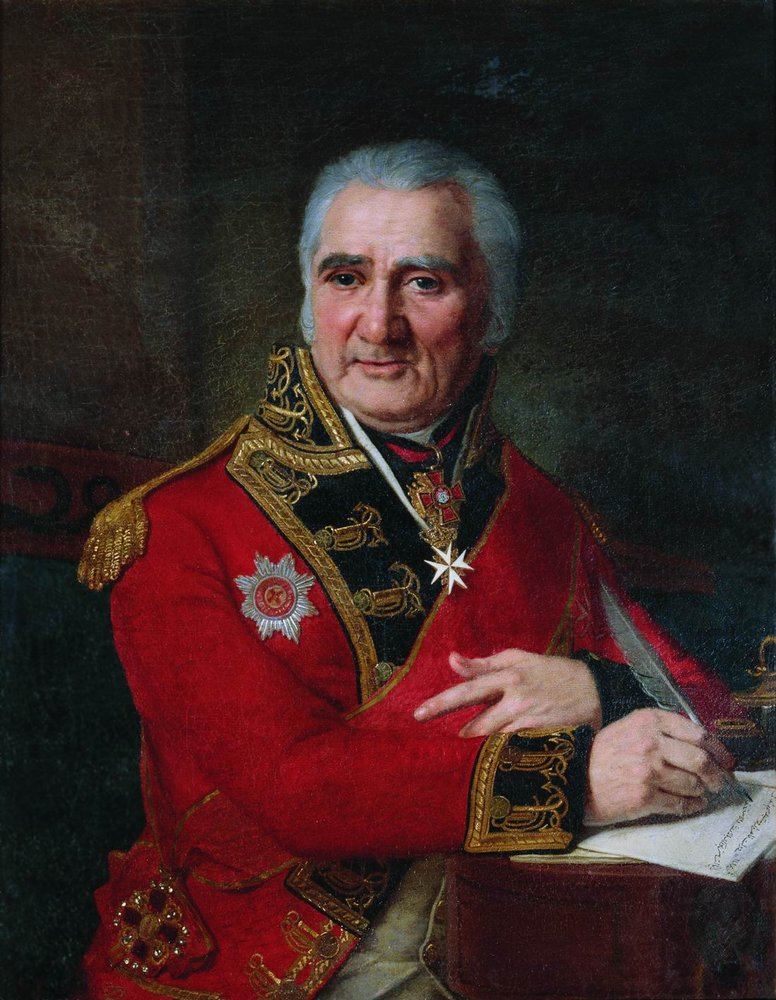
Портрет С.Л. Лашкарева. В.Л. Боровиковский
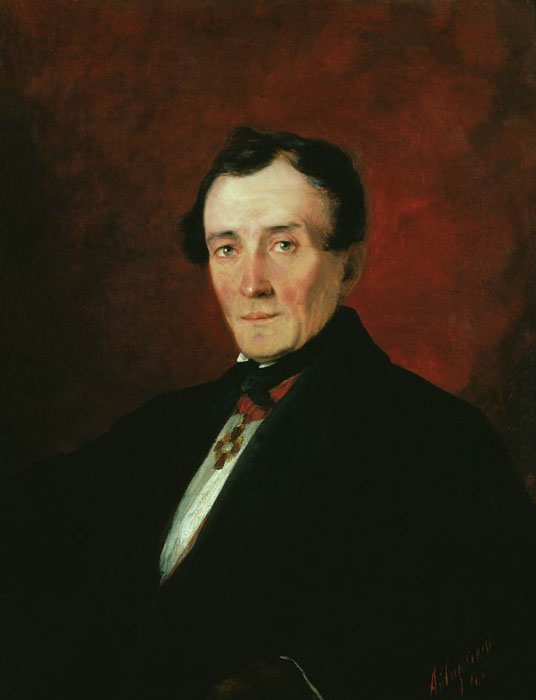
Портрет неизвестного. И.К. Айвазовский
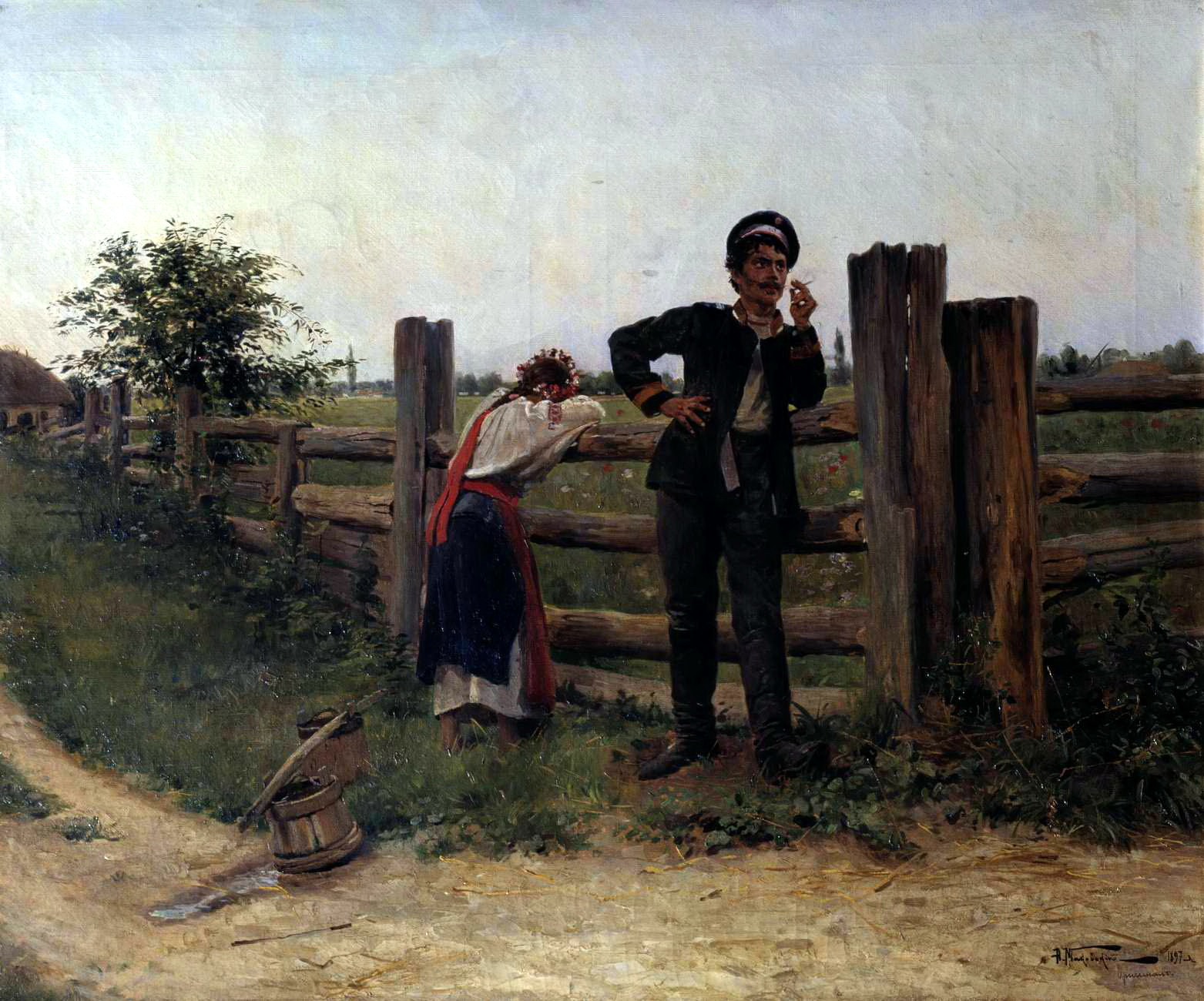
Надоела. А.В. Маковский
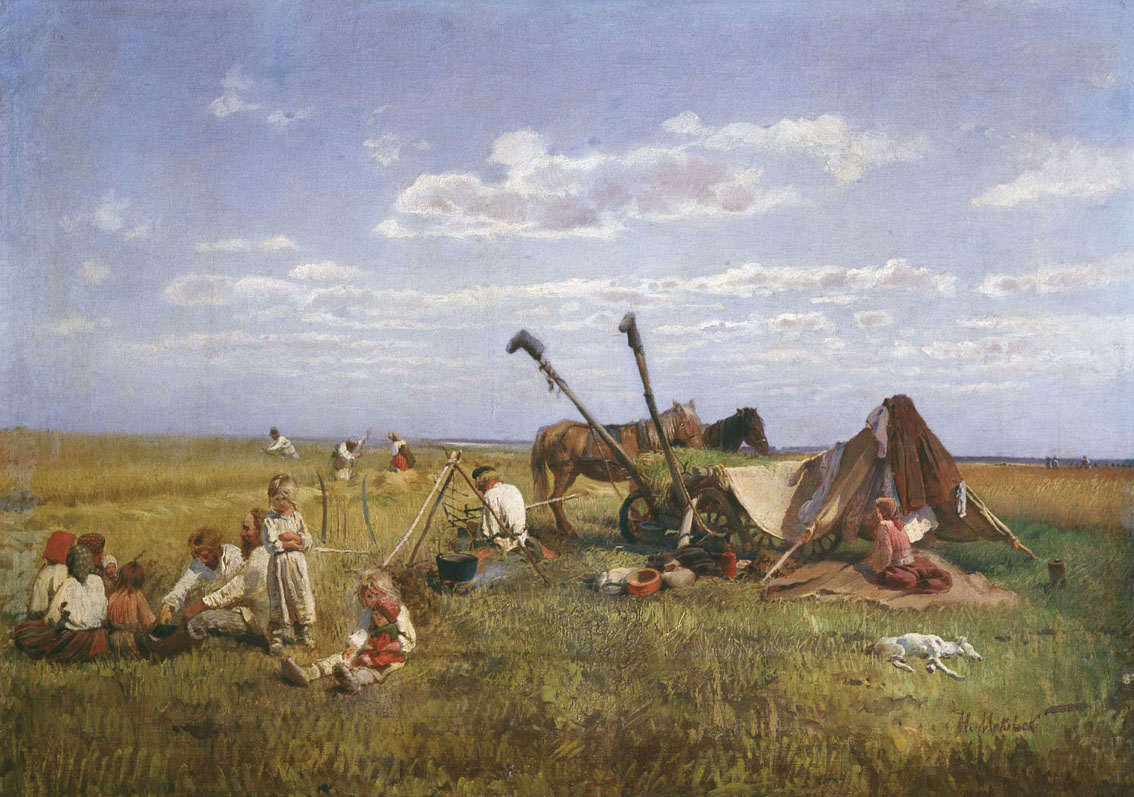
Отдых на жатве. Н.Е. Маковский
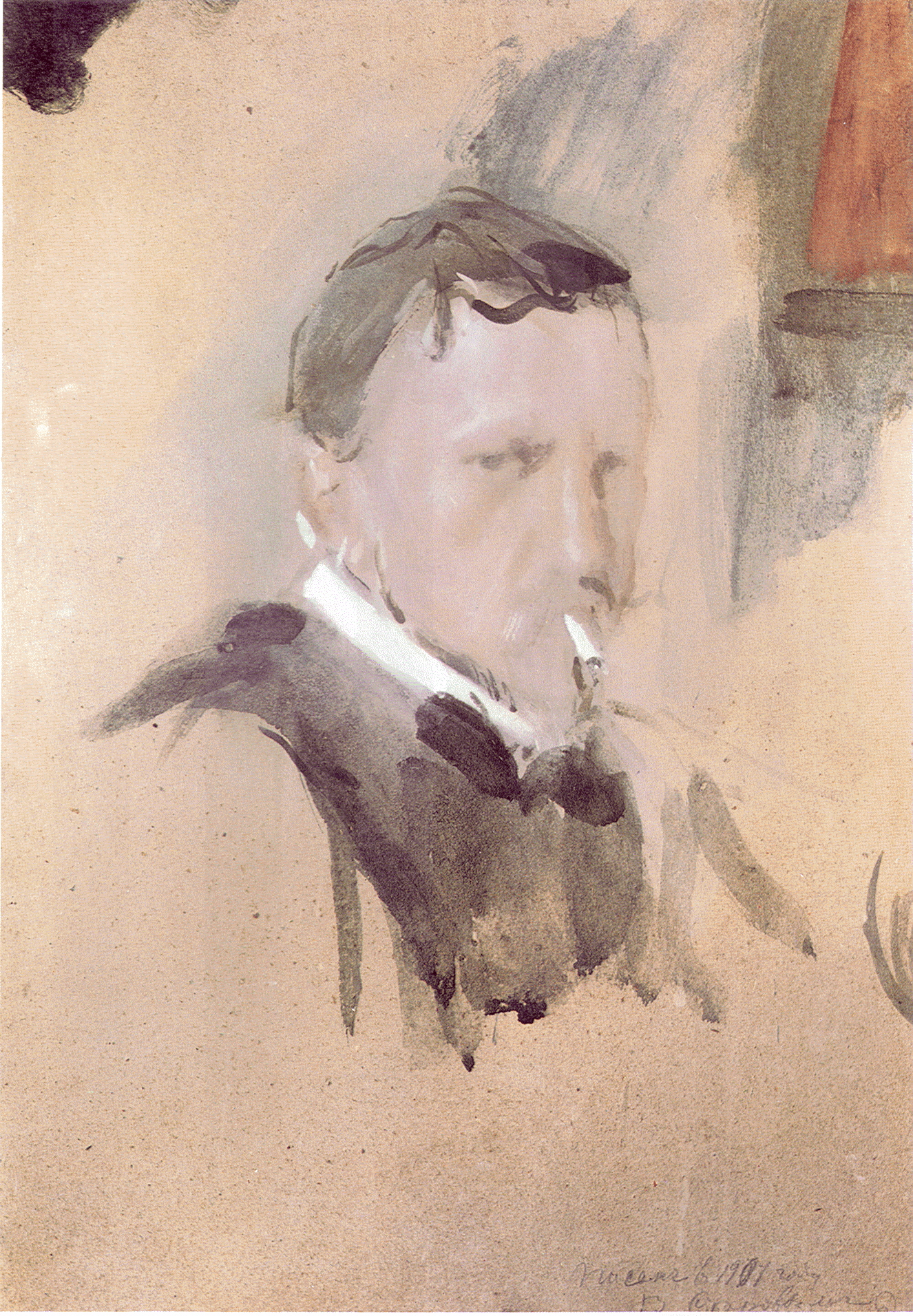
Автопортрет. В.А. Серов
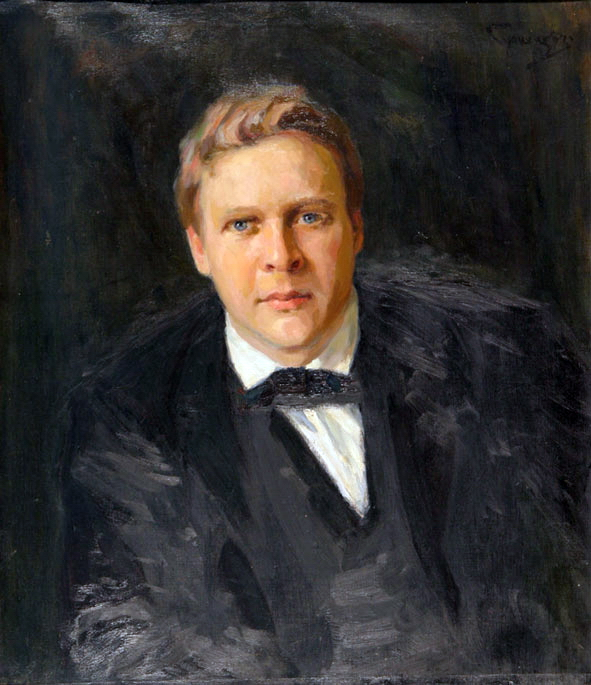
Портрет Федора Ивановича Шаляпина, Н.Д. Кузнецов
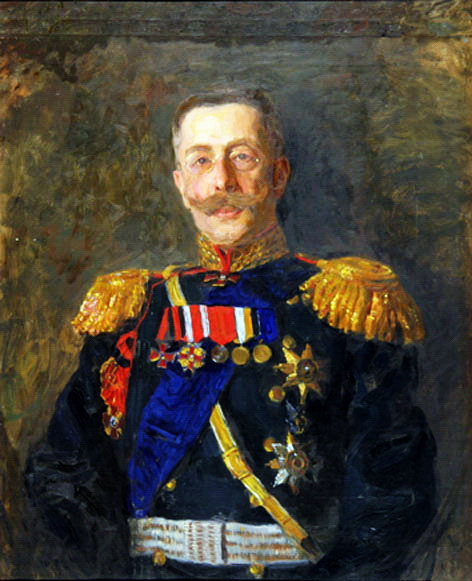
Портрет генерал-лейтенанта Андрея Александровича Нилуса, Н.Д. Кузнецов
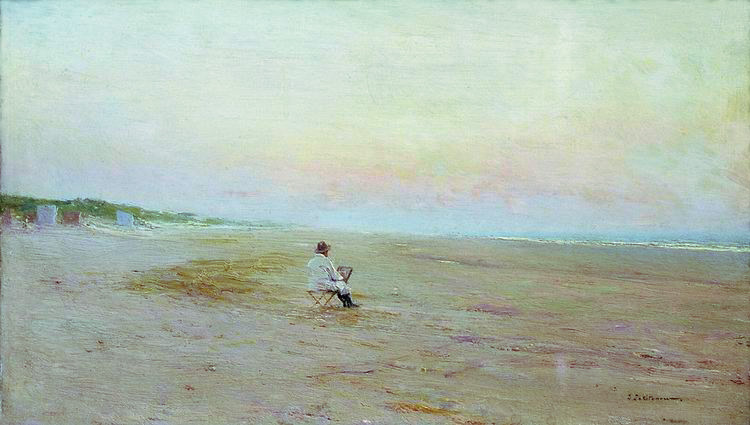
«Художник на берегу моря», И.П. Похитонов
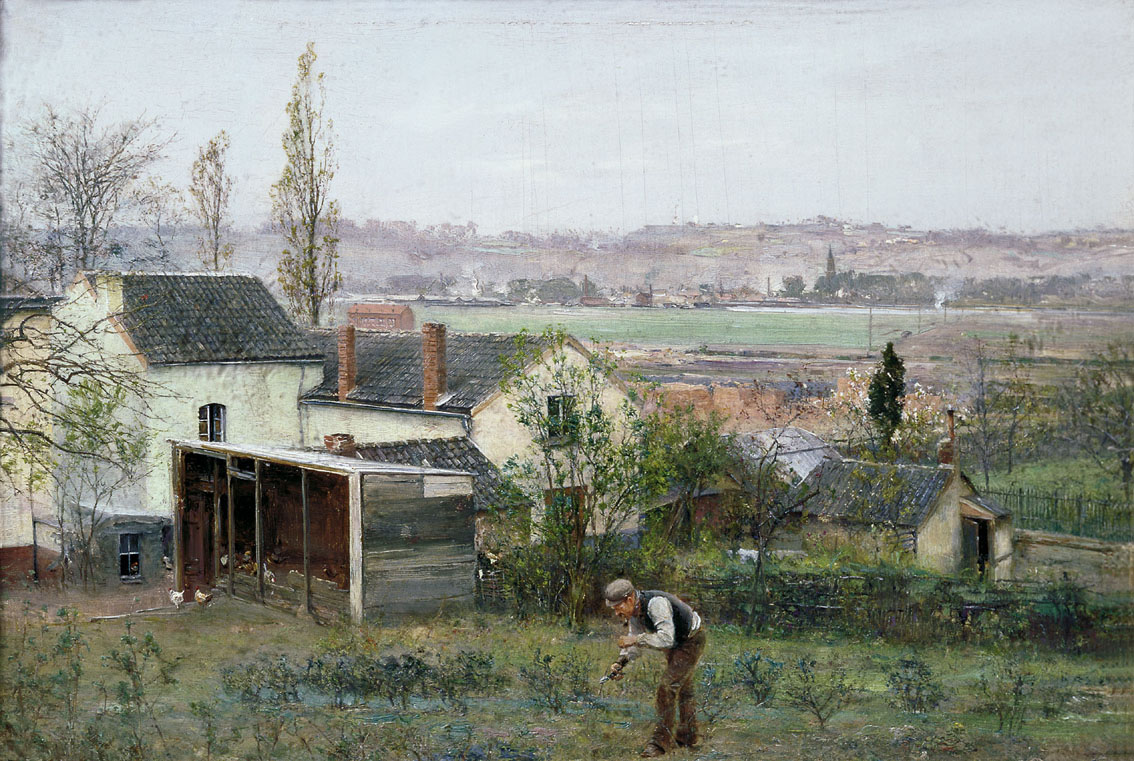
«Садовник»,1900, И.П. Похитонов
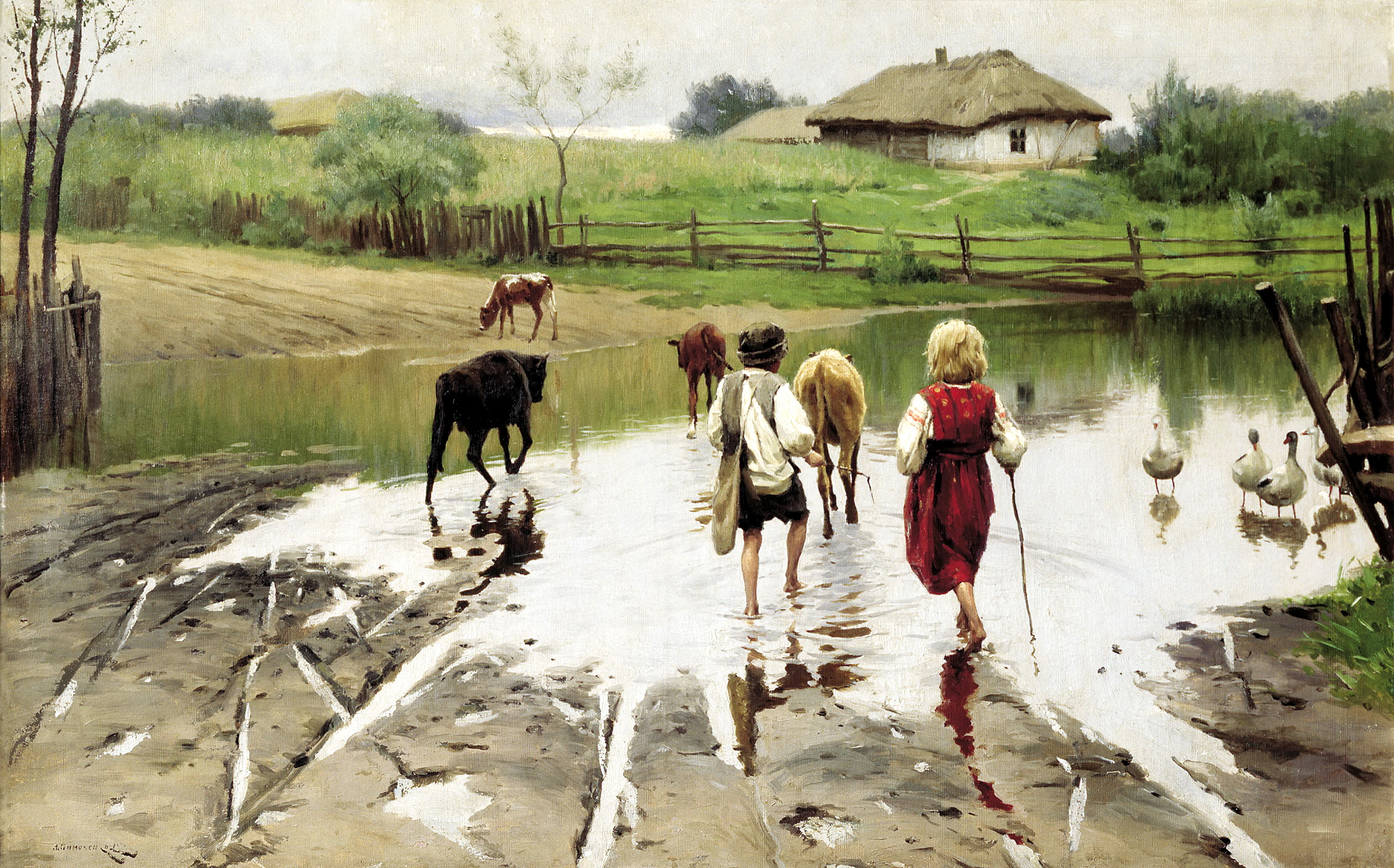
Брод. Н.К. Пимоненко
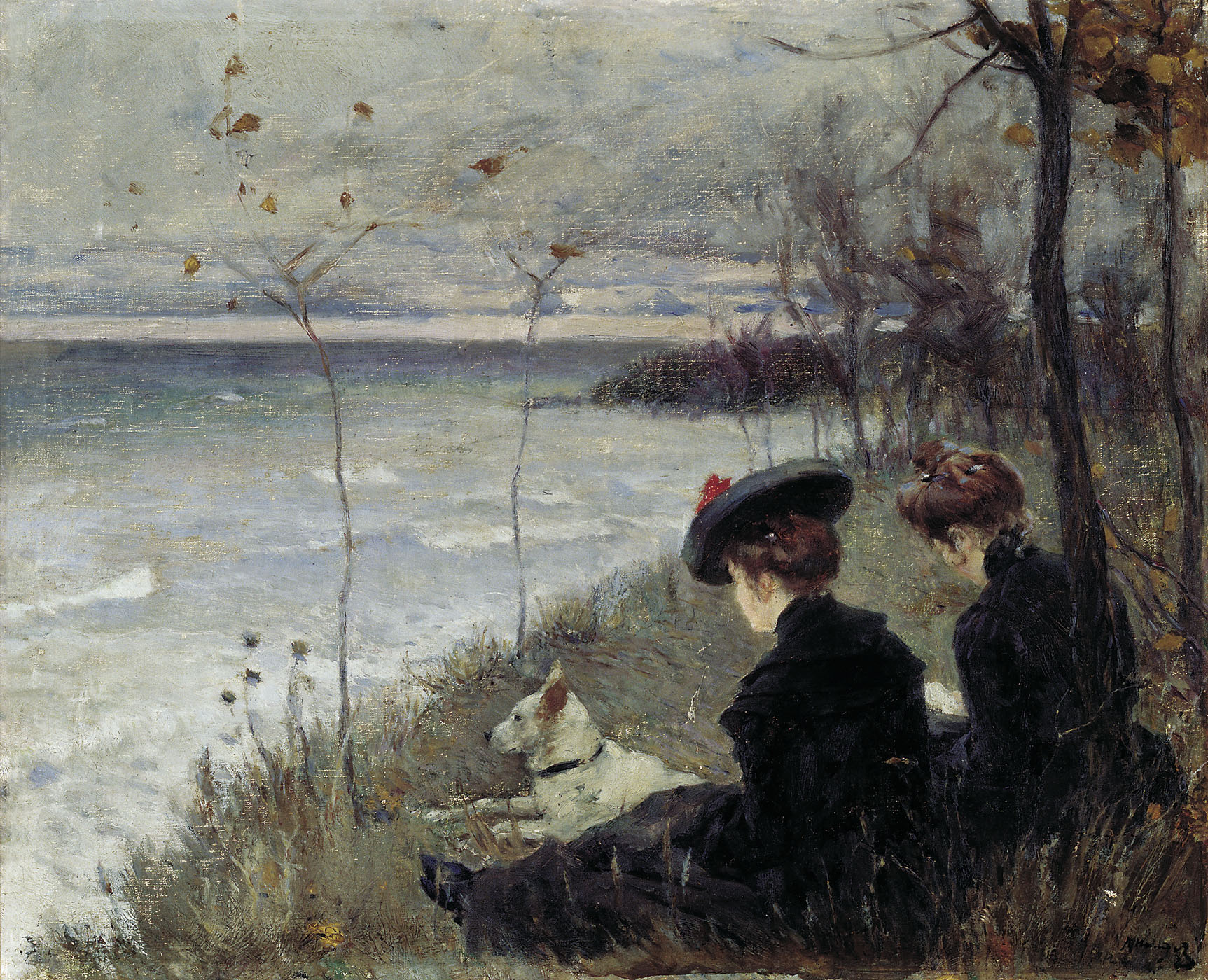
Осень. 1893. П.А. Нилус
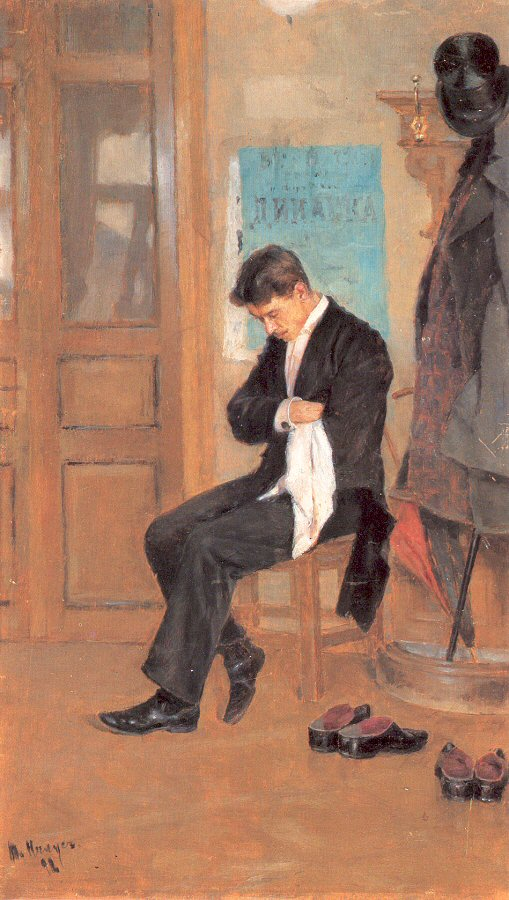
П.А. Нилус
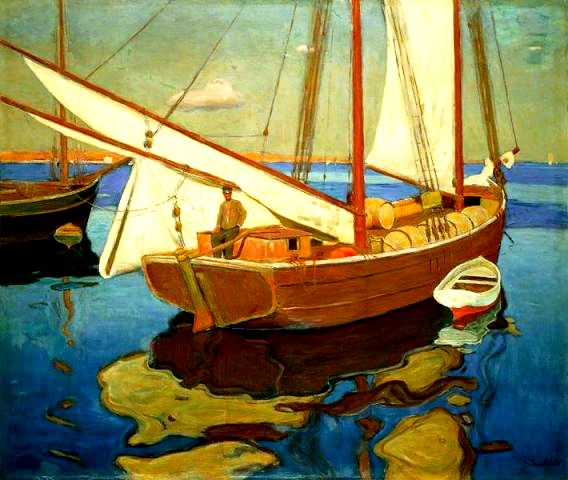
Дубки. Г.С. Головков
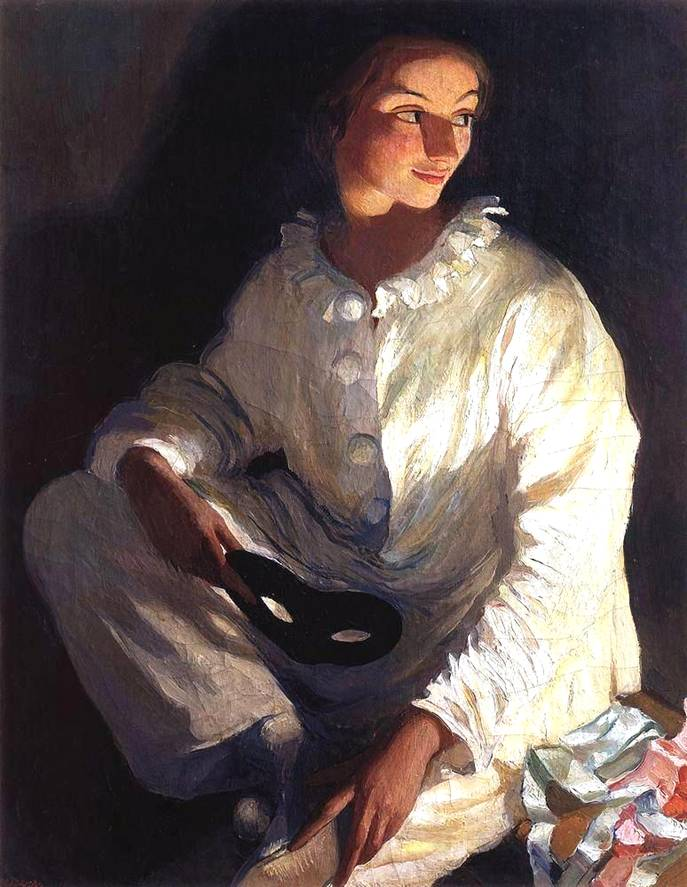
Автопортрет в костюме Пьеро. З.Е. Серебрякова.
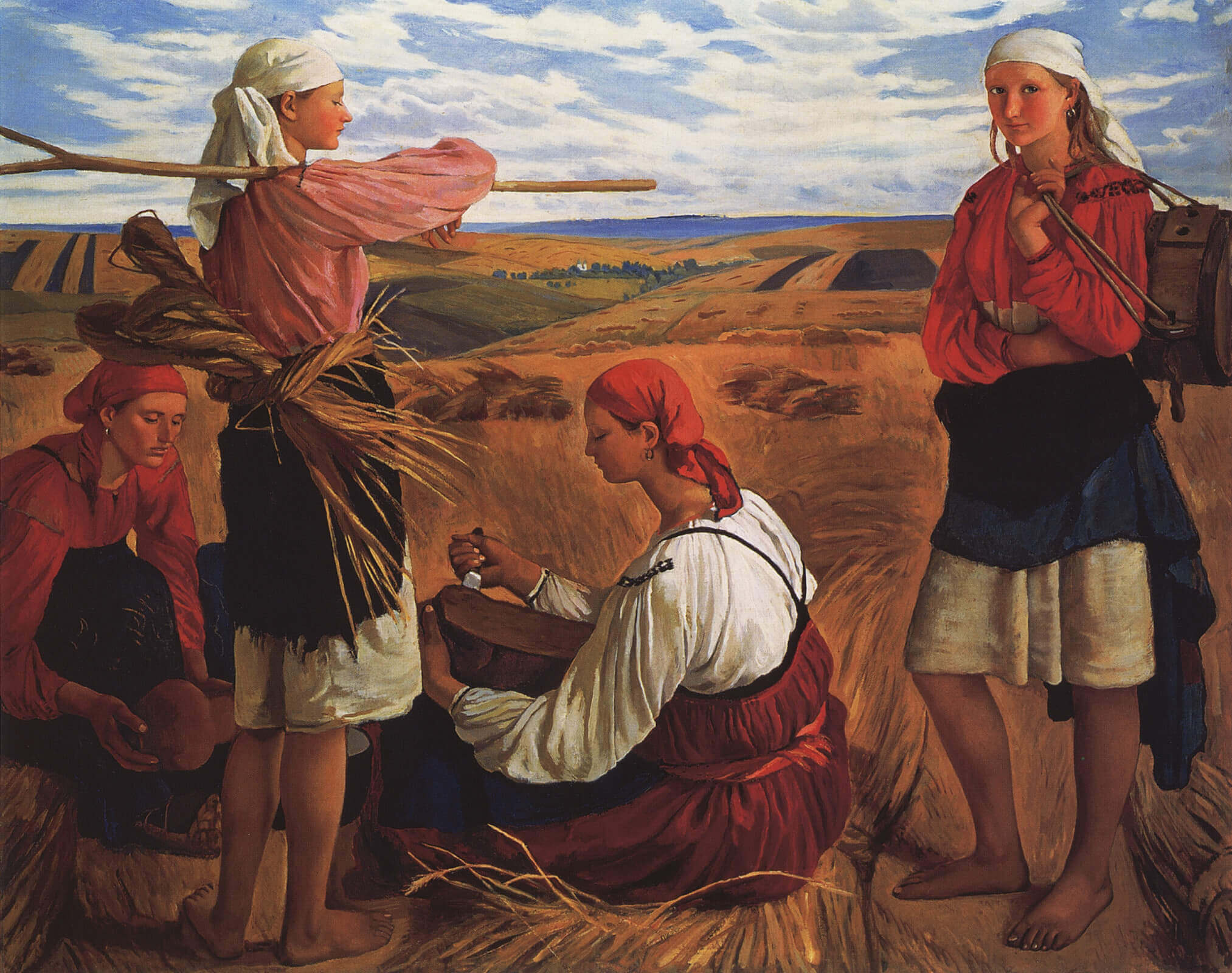
Жатва. З.Е. Серебрякова.
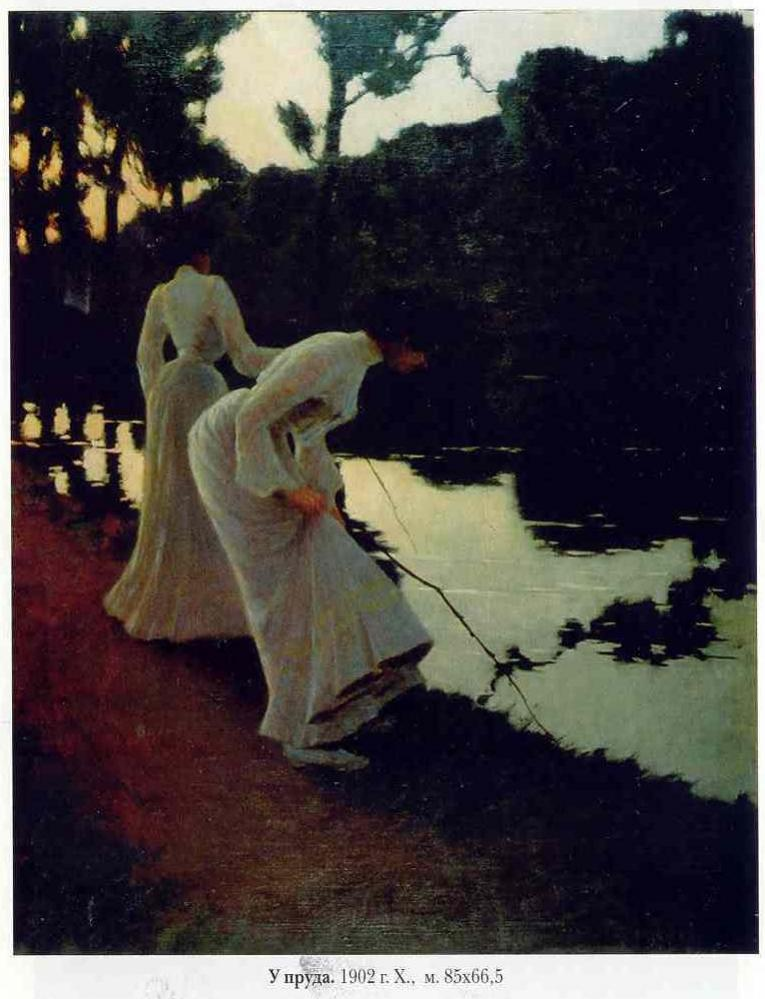
У пруда. П.П. Ганский.
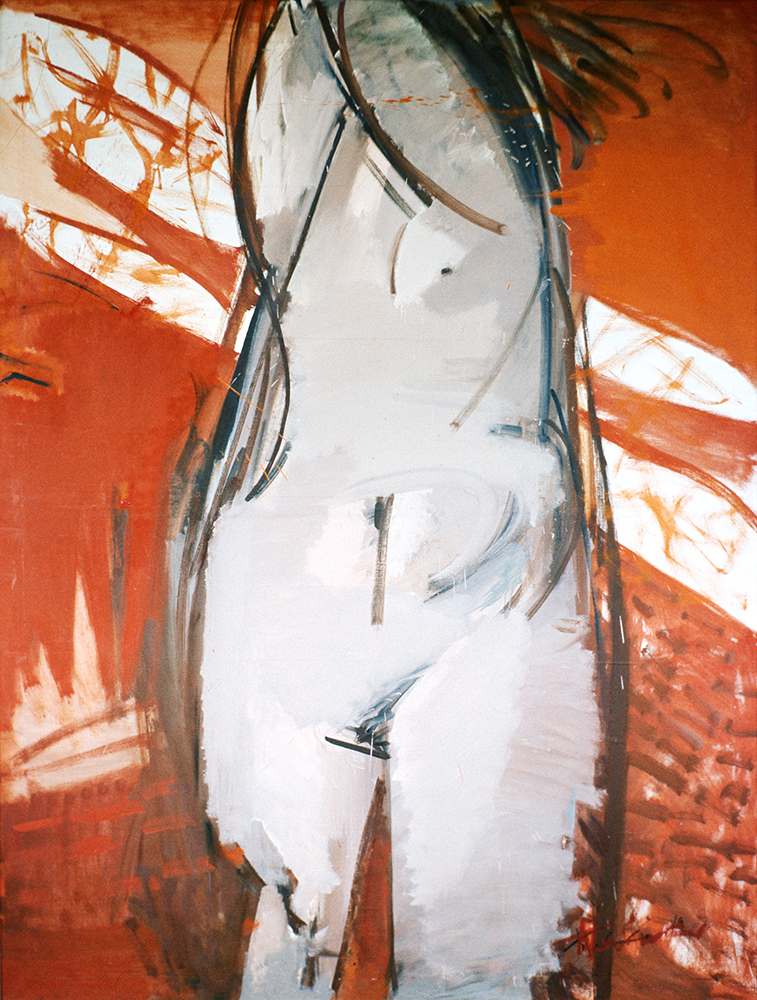
Василий Рябченко «Дафна», 200 x 150 см, холст, масло, 1989
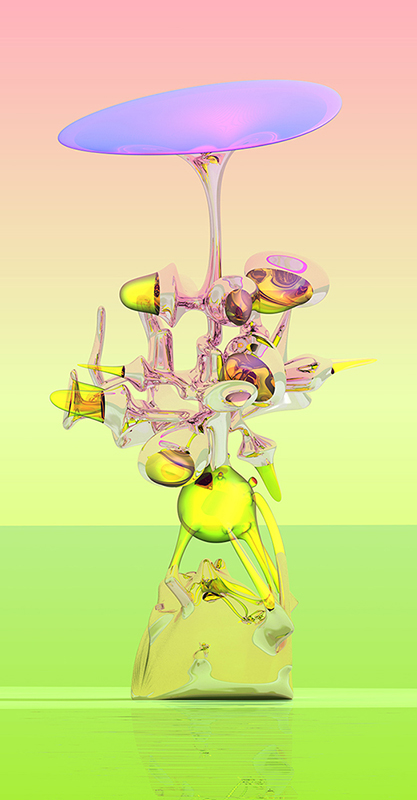
Степан Рябченко, «Алхимикус Благоухающий». Из серии «Виртуальный сад», 2016

## История названий
На протяжении истории музей неоднократно менял названия:
- 1899 — Городской музей изящных искусств
- 1919 — Первая государственная картинная галерея
- 1923 — Третий Народный художественный музей
- 1925 — Народный художественный музей
- 1928 — Одесский народный художественный музей
- 1929 — Народный художественный музей
- 1938 — Музей русского и украинского искусства имени И. И. Бродского
- 1944 — Художественная картинная галерея
- 1947 — Картинная галерея
- 1950 — Одесская государственная картинная галерея
- 1966 — Одесский художественный музей
- 2021 — Одесский национальный художественный музей

## Руководители
Директора Одесского музея
- 1898—1915 — Куровский Владимир Павлович (1869—1915)
- 1915 — Дворников, Тит Яковлевич (1862—1922) вр.и. о.
- 1916—1917 — Курочкин Владимир Семенович (1883—1943)
- 1917—1921 — Костанди, Кириак Константинович (1852—1921)
- 1921—1926 — Костанди Михаил Кириакович (1901—1988)
- 1926—1937 — Эмский-Могилевский Цвиль Савельевич (1887—1937)
- 1937 — Ясинецкий (?-?) вр.и. о.
- 1938—1941 — Майданик Владимир Моисеевич (1911—1943)
- 1941 — Гладских Мария Павловна (1892-?) вр.и. о.
- 1941—1944 — Клюк Константин Федорович (1884—1964)
- 1944 — Яковлев, Владимир Николаевич (1877—?)
- 1944—1953 — Нестеров Василий Федорович (1888—1962)
- 1953—1957 — Андрущенко Владимир Никитич (1904—1977)
- 1957—1972 — Карпенко Ольга Михайлова (1915—2002)
- 1972—1979 — Семенюк, Иван Иванович (1933—?)
- 1980—1995 — Касько Наталья Иосифовна (1930—1995)
- 1996—2012 — Полищук Наталья Сергеевна (1956—2022)
- 2012—2017 — Абрамов Виталий Алексеевич (1946 г.р.)
- 2018—2021 — Ройтбурд, Александр Анатольевич (1961—2021)